# Judith Rakers
Judith Rakers, född 6 januari 1976 i Paderborn, är en tysk journalist och programledare. 
Rakers är mest känd som nyhetsankare i ARD:s nyhetsprogram Tagesschau. Tillsammans med Stefan Raab och Anke Engelke presenterade hon Eurovision Song Contest 2011 i Düsseldorf. Rakers studerade 1995-2001 bland annat kommunikation och historia i Münster. Hon arbetade parallellt på lokalradion Radio Hochstift och Antenne Münster. Han var programledare för Hamburg Journal i Norddeutscher Rundfunk 2004-2010. 2005 började hon arbeta som nyhetsankare i Tagesschau och Tagesthemen. Hon leder även 3 nach 9 i Radio Bremen. 
Rakers gjorde sin sista sändning som nyhetsankare i Tagesschau den 31/1-2024.